# 下蒲魏氏宗祠
29°26′58.36″N 121°29′26.83″E / 29.4495444°N 121.4907861°E
下蒲魏氏宗祠是中国浙江省宁海县的一座祠堂，位于强蛟镇下蒲村。建筑始建于清康熙八年（1669年），光绪十六年（1890年）扩建，建筑面积844平方米，设有双藻井戏台，2006年5月与县内其他9处古戏台以宁海古戏台的名义被列入第六批全国重点文物保护单位。

## 历史
下蒲魏氏宗祠为强蛟镇后舟、下洋两村共建，后两村合并称下蒲。魏氏先祖南宋初年自上虞迁至宁海定居，曾有前往日本、琉球经商的历史。下蒲魏氏宗祠始建于清康熙八年（1669年），最初为三开间，道光年间扩建为五开间，光绪十六年（1890年）增建仪门、厢房和戏台。此次修建由两村各自出资分别负责宗祠左右两边的施工，这种施工方式称为“劈作做”，形成了建筑两边用材和风格的差异:80。

## 形制
下蒲魏氏宗祠位于后舟、下洋两自然村中部。建筑坐西朝东，建筑面积844平方米，中轴线由照壁、外天井、仪门、戏台、勾连廊、内天井、正厅组成。仪门为面阔五间单檐硬山顶建筑，柱头和额枋间有如意网栱三跳。正厅明间、次间开门，门上彩绘门神，上方有象、龙、狮、凤雕刻。正厅为面阔五间单檐硬山顶平屋，抬梁穿斗混合结构，中部为抬梁式，山墙为穿斗式。正厅月梁雕刻戏曲人物故事，牛腿有雕刻，其中明间为“倒挂狮子”，南稍间为“风送香辇”和“凤穿牡丹”，北稍间为“醉卧东风”和“凤穿牡丹”，正厅内藏有家族曾获得的“进士”、“文魁”等匾。南北厢房为两层单檐硬山顶建筑，面阔三间一弄，二层设“卍”字形围栏，南北厢房因施工者不同存在一定的差异:73-74。
宗祠戏台位于仪门后，并与勾连廊形成整体，戏台与勾连廊上方各设一座藻井。戏台面阔4.8米，深4.7米，戏台面距地面1.5米，额枋出挑上设角神及“凤穿牡丹”圆雕。戏台内额座斗刻成龙凤状，后立屏风八扇，分别彩绘八仙故事，上有“可以观”匾。戏台藻井为圆形，其中的座斗为牛毛螺旋式。勾连廊为歇山顶，正脊中为牌珠顶，两端为吻兽，下塑“和合二仙”。勾连廊藻井为圆形八卦台阶式，由十六组龙凤座斗连接，八龙至明镜，八凤至第十一层连拱板，井口四周平棋绘制蝙蝠戏。勾连廊正下方设有为客人设置的多排木凳:81-82。

## 保护
1994年，下蒲魏氏宗祠因台风受损，由村民筹集10余万元人民币修缮。2003年，戏台被列入宁海县文物保护单位，2006年5月与县内其他9处古戏台以宁海古戏台的名义被列入第六批全国重点文物保护单位。宗祠于2019年获得国家文物保护专项补助资金135万元人民币用于建筑维修。